# Den klassiske musikquiz
Den klassiske musikquiz er en tv-quizserie, der siden 2016 har været sendt på varierende DR-kanaler. Lederen af quizzen er Phillip Faber, der er tidligere (2013-2023) chefdirigent for DR Pigekoret,  og de to faste holdledere er klarinettisten og satirikeren Frederik Cilius samt pianisten og radioværten Mathias Hammer.

## Format
Den klassiske musikquiz er en quiz, hvor to hold med tre deltagere på hver dyster i viden om klassisk musik. Frederik Cilius og Mathias Hammer står i spidsen for de to hold, som derudover består af forskellige musikere og andre personer, der beskæftiger sig professionelt med klassisk musik. Musikken spilles på scenen bag deltagerne af musikere fra DR Symfoniorkestret.
Opgaverne går ud på at identificere klassiske musikstykker ud fra blandt andet følgende kriterier:
- musikken spilles bagfra
- så få toner som muligt (hvem er hurtigst?)
- kun spillet på et slagtøjsinstrument (ingen toner)
- kun ud fra tonehøjde (ukendt rytme)
- med udvalgte toner ("huller" i musikken)
- dirigentens fagter alene
- mindre kendte musikstykker

Nogle af opgaverne gives på skift til hvert af holdene, der belønnes med 1-4 point for korrekte svar. I andre af opgaverne er begge hold med, og det hold, der hurtigst få 2 point, hvis de svarer rigtigt; hvis de svarer forkert får modstanderne pointene. Når konkurrencen er færdig, får hver af deltagerne på det vindende hold en T-shirt med humoristisk tekst, der typisk indeholder et komponistnavn. Det humoristiske er et gennemgående træk i serien, hvor især de tre tre gennemgående personer (Faber, Cilius og Hammer) ind imellem kommer med fjollede kommentarer og driller hinanden.
Blandt gæstedeltagerne i quizzen har været:
- Katrine Gislinge, pianist
- Nikolaj Koppel, pianist og musikchef
- Magnus Koch, fagottist
- Victor Koch, trompetist
- Isabella Hübener, fløjtenist
- Tanja Zapolski, pianist
- Allan Gravgaard Madsen, komponist
- Søren Schauser, filosof, forfatter og lektor
- Teresa la Cour, violinist